# Wiki Loves Monuments

Mapa de países implicados en Wiki Loves Monuments según su número de participantes

Wiki Loves Monuments es un concurso fotográfico internacional que se celebra cada mes de septiembre. Los participantes deben tomar fotos de monumentos históricos y subirlos a Wikimedia Commons.

## Historia del concurso

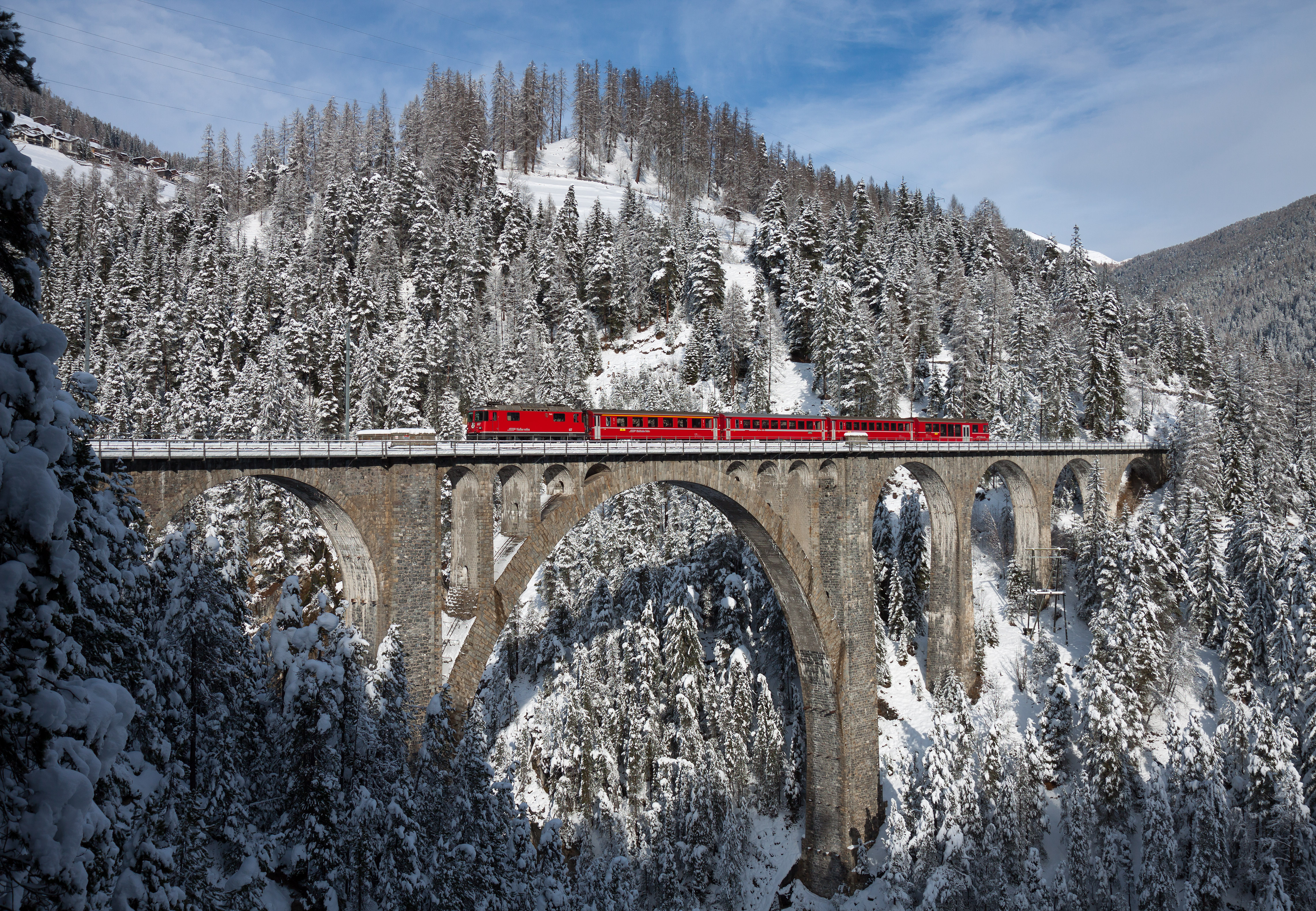
Esta es una imagen de una propiedad cultural de importancia regional en Suiza con el número KGS

La primera edición del concurso se llevó a cabo en los Países Bajos en 2010 y consiguió 12 501 fotografías de los monumentos de este país. En el año 2011 el evento se extendió a 18 países europeos y logró 169 348 fotografías libres de más de 5000 participantes por lo que de acuerdo al Libro Guinness de los récords es el concurso de foto más grande del mundo. En la edición de 2012 el concurso amplió sus fronteras, organizándose en 35 países de varios continentes, consiguiendo más de 366 061 imágenes libres.
Los países participantes en la edición de 2012 fueron Andorra, Argentina, Austria, Bielorrusia, Bélgica, Canadá, Chile, Colombia, República Checa, España, Eslovaquia, los Estados Unidos, Filipinas, Ghana, India, Israel, Italia, Kenia, Luxemburgo, México, Noruega, Países Bajos, Panamá, Polonia, Rumania, Rusia, Serbia, Sudáfrica, Suecia, Suiza, y Ucrania.
En la edición de 2013 participaron nuevos países y territorios como Argelia, Antártida, Armenia, Aruba, Azerbaiyán, Bolivia, Camerún, China, Egipto, El Salvador, Hong Kong, Jordania, Nepal, Siria, Taiwán, Tailandia, Túnez, Reino Unido, Uruguay y Venezuela, haciendo un total de 51 países participantes y un total de fotografías de 370 468.
La edición de 2014 contó con más de 9200 participantes de 41 países, con más de 305 000 envíos de fotografías. Albania, Kosovo, Irak, Irlanda, Líbano, Macedonia, Pakistán y Palestina participaron por primera vez en 2014.
La edición de 2015 contó con más de 6600 participantes de 32 países, con más de 199 000 envíos de fotografías. Brasil, Bulgaria, Irán, Letonia y Malasia participaron por primera vez en 2015.
La edición de 2016 contó con el apoyo de la Unesco y tuvo a más de 10 900 participantes de 42 países que presentaron más de 275 000 fotografías. Bangladés, Georgia, Grecia, Malta, Marruecos, Nigeria, Perú y Corea del Sur participaron por primera vez en 2016.
En la edición de 2017 participaron 52 países y se consiguieron casi 245 000 fotografías. El año siguiente, 2018, el número de países participantes ascendió hasta los 56 países que donaron más de 257 000 fotografías. En la edición de 2019 la lista de países participantes descendió hasta los 48 y se consiguieron casi 213 000 imágenes.
En el año 2020, el concurso se convocó con algunos cambios debido a la pandemia de COVID-19, celebrándose en algunos países en los meses de octubre o noviembre en lugar de su tradicional celebración en septiembre. A pesar de las dificultades, participantes de 51 países donaron más de 230 000 fotografías.

## Ganadores

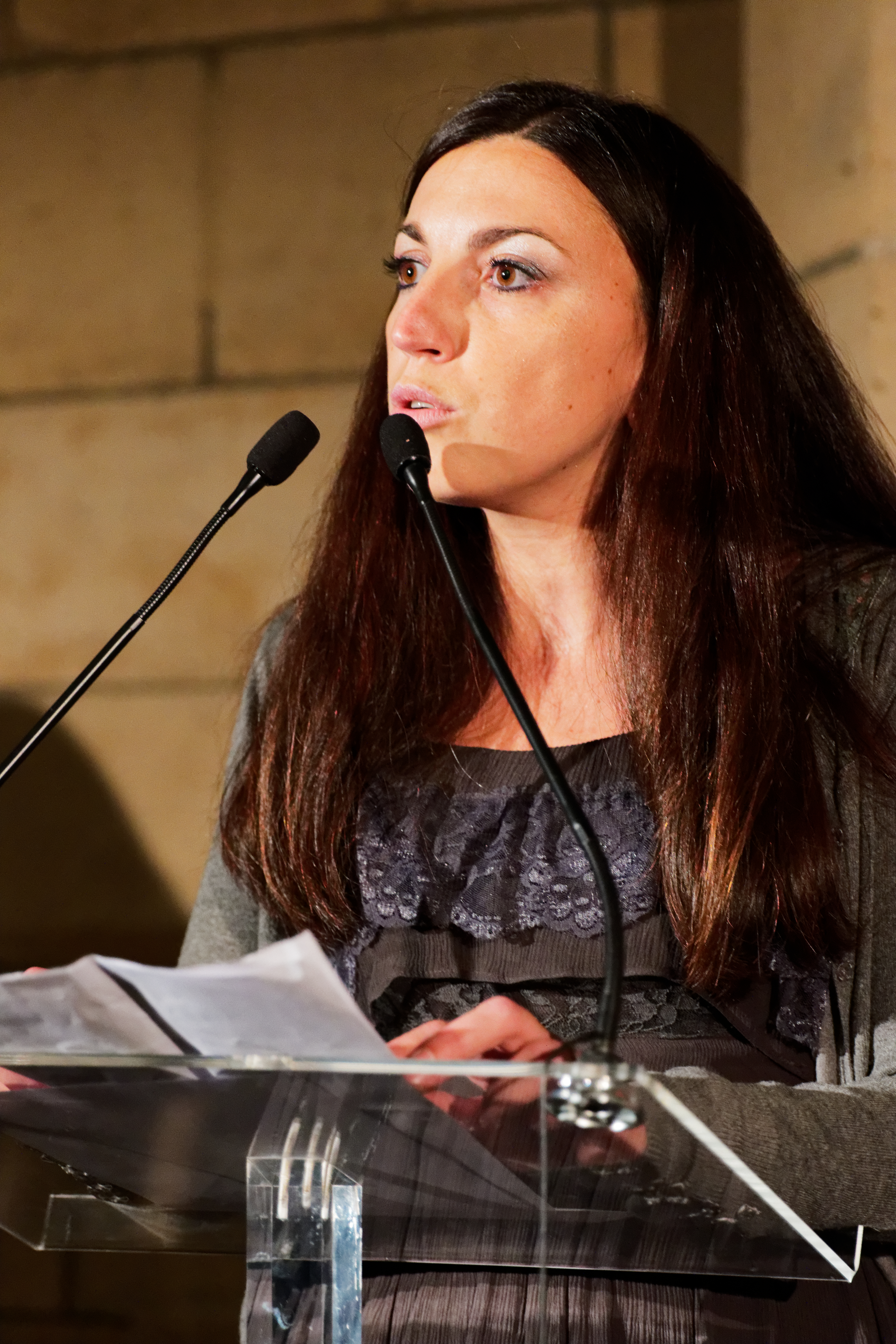
Nathalie Martin durante la ceremonia de premiación de Wiki Loves Monuments 2015 en Francia

La siguiente es una lista de los ganadores internacionales del primer premio de Wiki Loves Monuments:
| Año  | Fotógrafo                    | País         | Descripción                                                                                       |
| ---- | ---------------------------- | ------------ | ------------------------------------------------------------------------------------------------- |
| 2010 | Rudolphous                   | Países Bajos | Vijzelstraat 31 en Ámsterdam                                                                      |
| 2011 | Mihai Petre                  | Rumania      | Invierno del monasterio de Chiajna. El monasterio está situado en las afueras de Bucarest.        |
| 2012 | Pranav Singh                 | India        | Tumba de Safdarjung, Nueva Delhi, India                                                           |
| 2013 | David Gubler                 | Suiza        | Un RhB Ge 4/4 II con un tren push–pull cruza el viaducto de Wiesen entre Wiesen y Filisur, Suiza. |
| 2014 | Konstantin Brizhnichenko     | Ucrania      | Monasterio de las montañas sagradas, Sviatohirsk, Ucrania.                                        |
| 2015 | Marco Leiter                 | Alemania     | Faro de Westerheversand                                                                           |
| 2016 | Ansgar Koreng                | Alemania     | El hall de entrada del tribunal regional de Berlín, Alemania                                      |
| 2017 | PKharote                     | India        | Templo dedicado a Khanderaya, India                                                               |
| 2018 | Ara9979                      | Irán         | Mezquita de Sheikh Lotfollah                                                                      |
| 2019 | Marian Naworski              | Polonia      | Iglesia abandonada                                                                                |
| 2020 | Farzin Izaddoust dar         | Irán         | Saint John's Church                                                                               |
| 2021 | Donatas Dabravolskas         | Brasil       | Real Gabinete Português de Leitura                                                                |
| 2022 | Kriengsak Jirasirirojanakorn | Tailandia    | A man cycling outside the wall of the Grand Palace, Bangkok                                       |
| 2023 | Mona Hassan Abo-Abda         | Egipto       | Giza Pyramids during "Forever is Now" exhibition, Giza                                            |
| 2024 | TBA                          | TBA          | TBA                                                                                               |

## Derivados

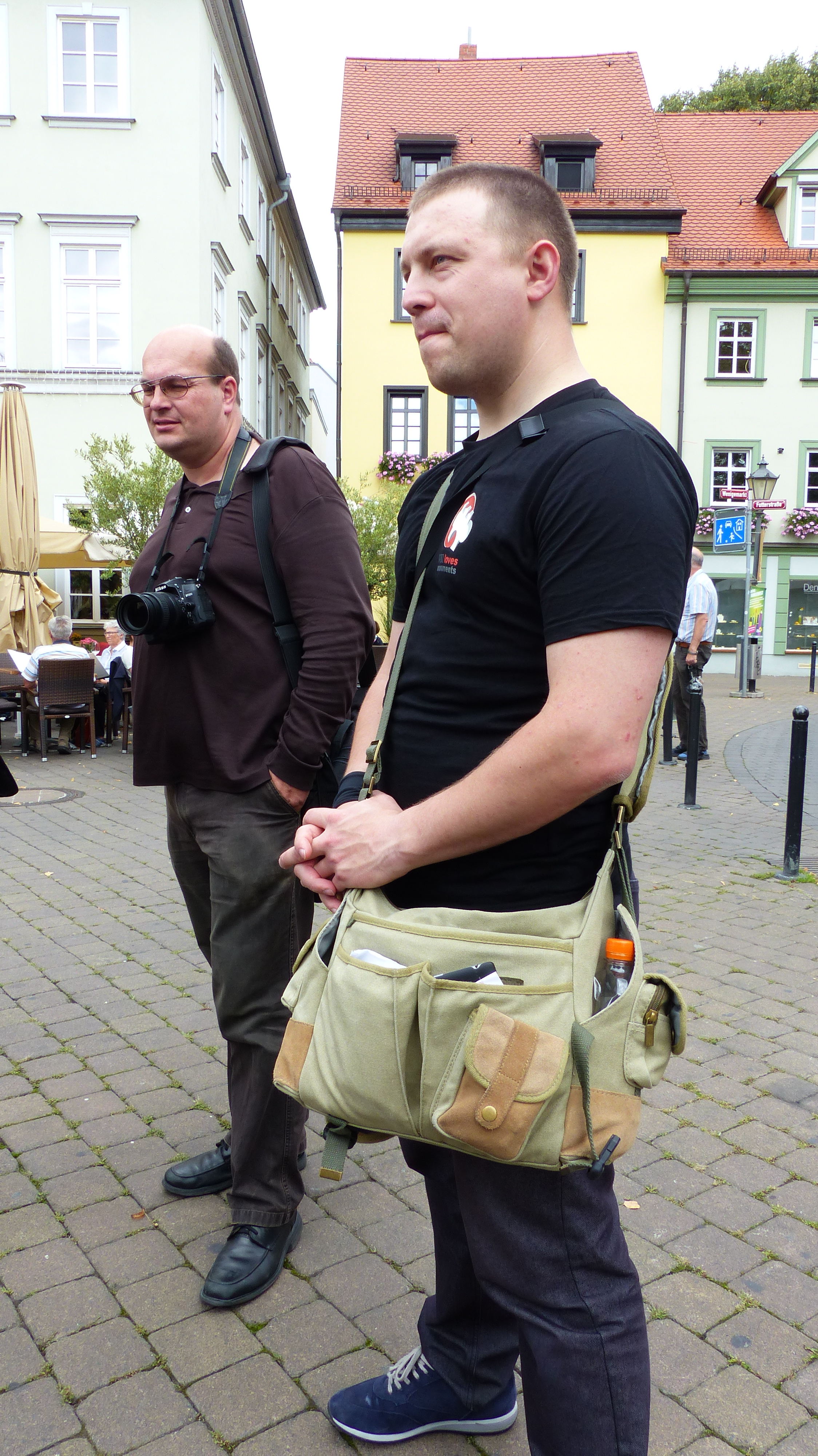
Wikipedistas asisten al Wiki Loves Monuments en Érfurt

Varios derivados basados en Wiki Loves Monuments se organizan dentro del movimiento de Wikimedia local e internacionalmente. Por lo general, siguen los fundamentos de Wiki Loves Monuments y en su mayoría se diferencian en su alcance y cambios en algunas de las reglas.
- En la primavera de 2013, se organizó en Ucrania un concurso fotográfico denominado Wiki Loves Earth (en ucraniano: Вікі любить Землю), con un enfoque principal en la toma de fotografías de los sitios del patrimonio natural de Ucrania y posteriormente su subida a Wikimedia Commons.
- Unos meses más tarde, Wikimedia Suecia y Europeana iniciaron una competición fotográfica con el nombre Wiki Loves Public Art con el objetivo de aumentar el número de fotografías tomadas de arte público. El proyecto se organizó en cinco países y dio lugar a más de 9.250 fotografías cargadas.[13]
- En el otoño de 2013, se organizó en Macedonia la competencia fotográfica Wiki Loves Cultural Heritage (en macedonio: Вики го сака културното наследство), ampliando el alcance de Wiki Loves Monuments para incluir el patrimonio cultural en cualquier forma, tanto tangible como intangible, incluyendo monumentos, sitios patrimoniales, platos, trajes, tapices, artesanías, bailes y otros elementos de la cultura tradicional.